# Confesiones de una máscara
Confesiones de una máscara (仮面の告白 Kamen no kokuhaku?) es una novela del escritor japonés Yukio Mishima de 1949. La obra, con importantes elementos autobiográficos, tiene como temas principales las falsas apariencias, el descubrimiento de la propia homosexualidad y la crisis de identidad nacional japonesa tras su derrota en la Segunda Guerra Mundial.
La obra, publicada cuando Mishima contaba con 24 años, fue un éxito y lo sacó del «olvido» ya que había sido un niño prodigioso que ya gozaba de popularidad por sus textos y obras de teatro, pero había dejado de estar en el ojo público hasta la publicación de Confesiones de una máscara.

## Argumento
El protagonista de la novela es Kochan (diminutivo del nombre de nacimiento del autor, Kimitake) que ejerce de joven narrador. Nacido y criado durante la era del Imperio Japonés, desde muy corta edad Kochan lucha por encajar en los estándares sociales a pesar de haber nacido con un cuerpo débil en términos de desarrollo y robustez. De aspecto débil y enfermizo, solitario y taciturno, y de una extracción social menos favorecida que sus compañeros pero aun así acomodada, el joven se ve inmerso en un ambiente familiar dominado por su abuela quien, además de alejarlo del resto de su familia, lo recluye y evita que participe en actividades de riesgo o en las que exista la posibilidad de herirse.

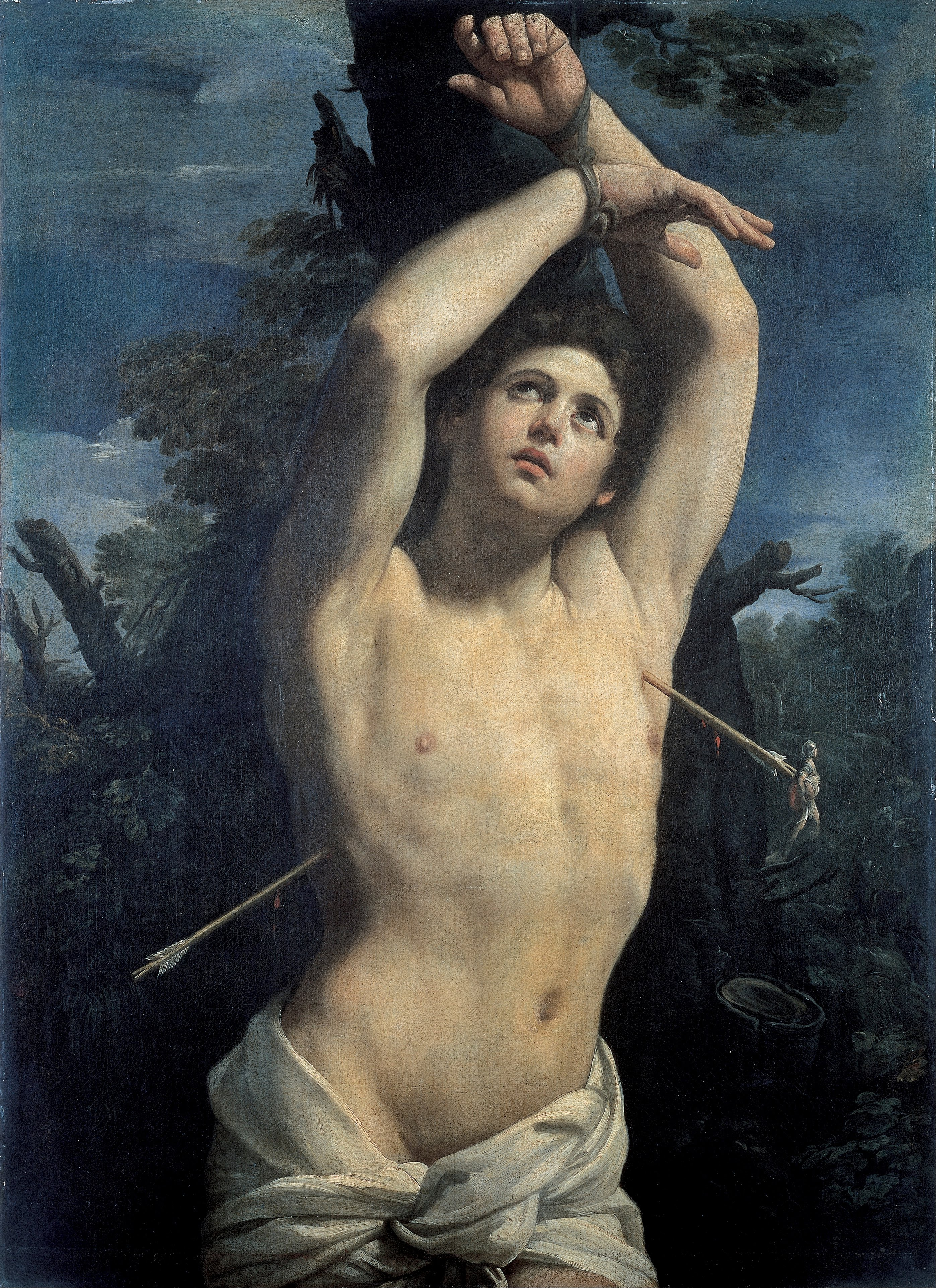
Kochan ve una pintura de Guido Reni San Sebastián y se siente atraído por ella.

Ello no impedirá que Kochan paulatinamente vaya descubriendo su homosexualidad cuando se siente atraído en la pubertad por Omi un chico de fuerte constitución. Pero, esclavo de lo convencional, no puede aceptar que se hagan públicos su diferencia ni asumir sus propios deseos. Ello le conducirá a comenzar una relación con Sonoko, la hermana de su amigo Kasuno, intentando convencerse de que está enamorado de ella. Mientras asume su escaso poder para amar, irán aflorando sus fantasías y su fascinación por la belleza entremezclada con la sangre, la violencia o la muerte, escenificadas en el cuadro de Guido Reni San Sebastián y en la admiración por la escultura clásica de figuras masculinas en posturas físicas dinámicas.

## Análisis
Narrada en primera persona la novela es considerada a menudo un trabajo autobiográfico que relata los primeros años de un joven japonés. También se ha reseñado que no aborda tanto la negación de la propia sexualidad sino la negación de uno mismo que acaba cristalizando en una introspección. La represión exige confesión, como si sólo así el protagonista del relato pudiera aliviar la carga de su engaño. En este sentido la obra enlaza tanto con la confesión cristiana como con el discurso psicoanalítico que ayuda a entender y a construirse la propia identidad.